# Nogometni Klub Čelik Zenica
NK Čelik Zenica é uma equipe bósnia de futebol com sede em Zenica. Atualmente, o Čelik joga a Liga do Cantão Zenica-Doboj (quarta divisão bósnia), tendo jogado anteriormente na Premijer Liga antes de ser rebaixado na temporada 2019-2020 da Premijer Liga para a Primeira Liga - FBiH. A fim de estabilizar o clube devido a dificuldades financeiras, sua Assembleia Geral votou por continuar a competir na Liga do Cantão Zenica-Doboj em 13 de julho de 2020. O nome Čelik significa aço em bósnio e simboliza a força e o poder da cidade no clube, já que Zenica é uma cidade industrial conhecida por suas siderúrgicas.
O NK Čelik é um dos times de futebol mais proeminentes e bem-sucedidos da Bósnia e Herzegovina, sendo um dos dois únicos clubes bósnios a vencer o campeonato nacional três vezes consecutivas - de 1994 a 1997. O clube também conquistou duas taças nacionais consecutivas - de 1995 a 1996. Durante o tempo da ex-Iugoslávia, Čelik jogou 17 temporadas na Primeira Liga Iugoslava.
Manda seus jogos no Estádio Bilino Polje, que possui capacidade para 13.632 espectadores.

## História
O NK Čelik Zenica foi fundado em 16 de Junho de 1945.

## Plantel
Nota: Bandeiras indicam equipe nacional, conforme definido pelas regras de elegibilidade da FIFA. Os jogadores podem ter mais de uma nacionalidade não-FIFA.
| N.º |                      | Posição | Jogador             |
| --- | -------------------- | ------- | ------------------- |
| 1   | Bósnia e Herzegovina | G       | Semir Bukvić        |
| 3   | Bósnia e Herzegovina | M       | Vladimir Grahovac   |
| 4   | Bósnia e Herzegovina | D       | Zlatko Kazazić      |
| 5   | Bósnia e Herzegovina | D       | Aldin Đidić         |
| 6   | Bósnia e Herzegovina | M       | Semir Bajraktarević |
| 7   | Bósnia e Herzegovina | A       | Mahir Karić         |
| 8   | Bósnia e Herzegovina | M       | Anel Dedić          |
| 10  | Bósnia e Herzegovina | M       | Fenan Salčinović    |
| 11  | Bósnia e Herzegovina | A       | Vernes Selimović    |
| 13  | Bósnia e Herzegovina | D       | Jovo Kojić          |
| 14  | Bósnia e Herzegovina | D       | Goran Popović       |

| N.º |                      | Posição | Jogador             |
| --- | -------------------- | ------- | ------------------- |
| 15  | Bósnia e Herzegovina | M       | Marin Popović       |
| 16  | Bósnia e Herzegovina | M       | Dženan Bureković    |
| 17  | Bósnia e Herzegovina | M       | Dženis Huseinspahić |
| 19  | Bósnia e Herzegovina | A       | Semir Pezer         |
| 20  | Bósnia e Herzegovina | M       | Haris Hećo          |
| 21  | Bósnia e Herzegovina | D       | Emir Jusić          |
| 22  | Bósnia e Herzegovina | D       | Anes Duraković      |
| 25  | Bósnia e Herzegovina | G       | Adi Adilović        |
|     | Bósnia e Herzegovina | D       | Emrad Šabanović     |
|     | Bósnia e Herzegovina | A       | Ahmed Džafić        |
|     | Bósnia e Herzegovina | M       | Dženis Huseinspahić |